# Mosquée Tabbanine

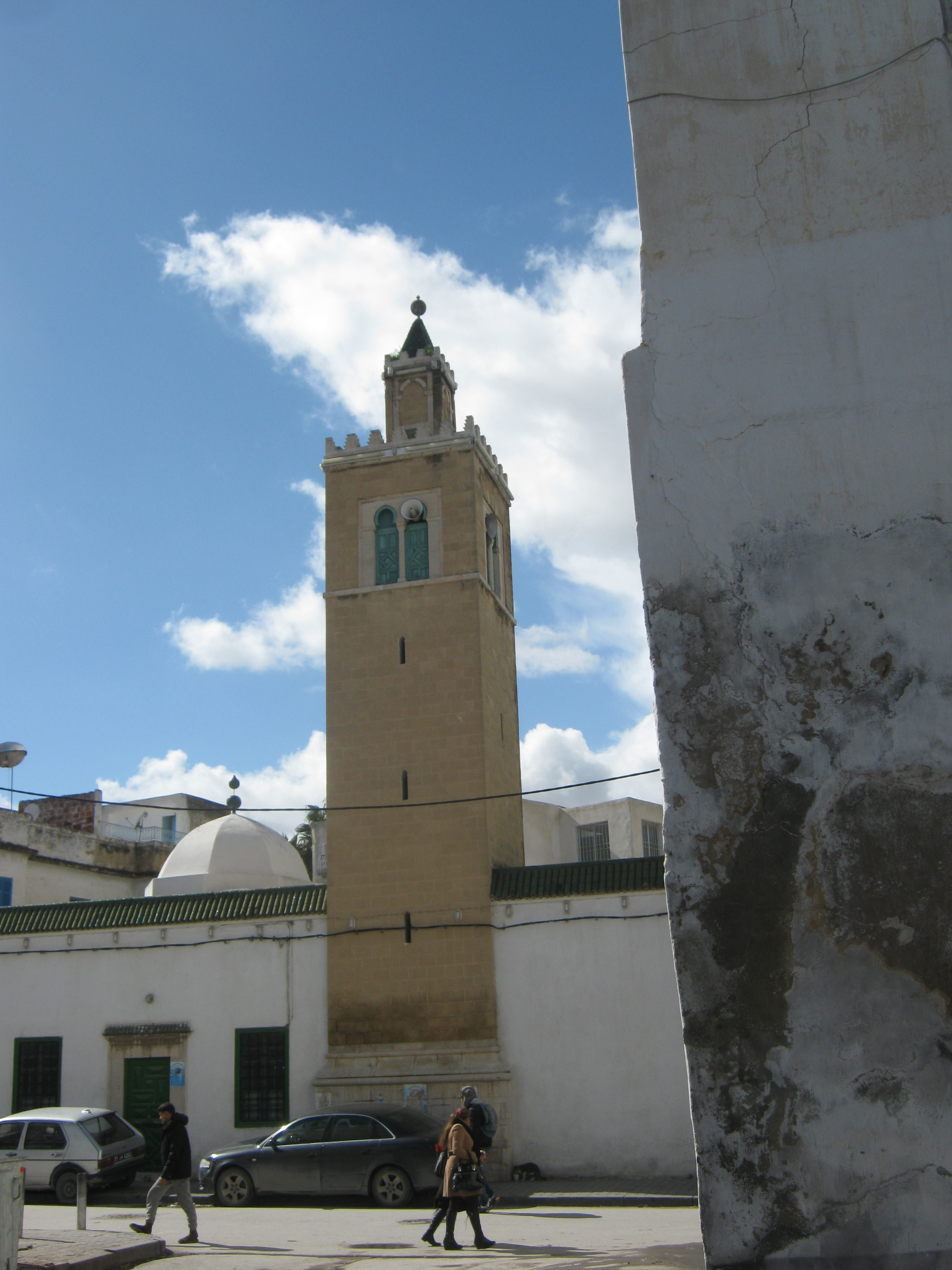
Minaret de la mosquée Tabbanine

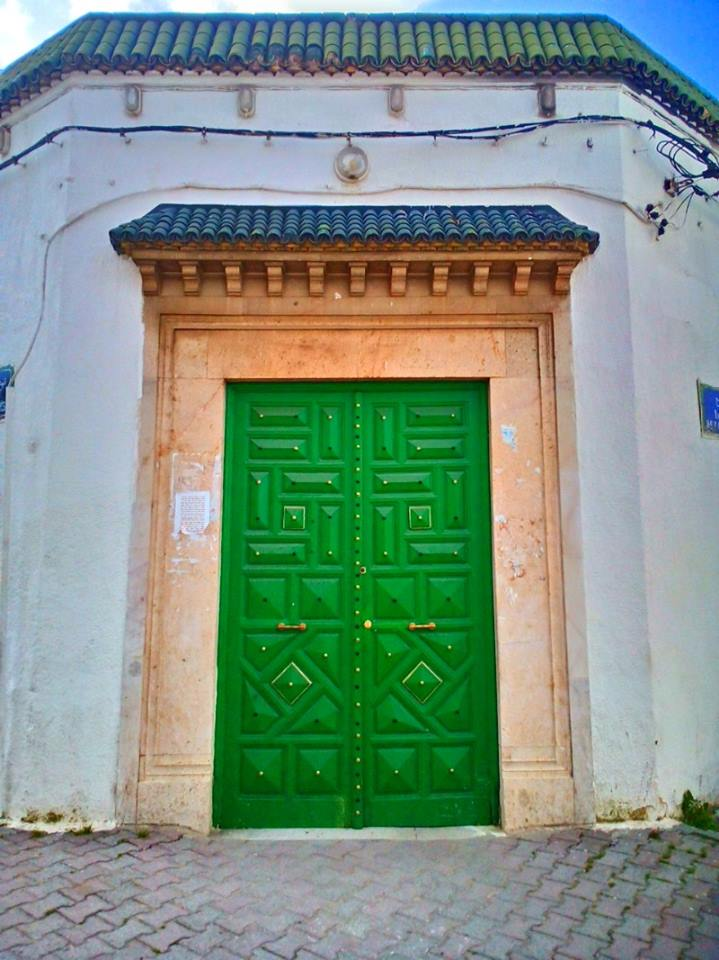
Porte d'entrée de la mosquée

La mosquée Tabbanine (arabe : جامع التبانين), également connue sous le nom de mosquée Sidi Jaafer (arabe : مسجد سيدي جعفر), est une mosquée tunisienne située au nord de la médina de Tunis, dans le faubourg de Bab Souika.

## Localisation
Elle se trouve au numéro 21 de la rue Bab Lakouas.

## Étymologie
Elle est appelée ainsi en référence aux vendeurs du foin, dit tebn en arabe (arabe : تبن) qui se localisent aux alentours de cet édifice.

## Histoire
Elle est construite sous le règne des Hafsides, par le sultan Abou Amr Uthman en 1487 (893 de l'hégire).
Sous le règne des Husseinites, les partisans de la confrérie de la Chadhiliyya assument l'imamat de la mosquée jusqu'au XIXe siècle.